# Breda Ba.88 Lince
Breda Ba.88 Lince je bilo italijanski dvomotorni bombnik/jurišnik, ki so ga razvili pred 2. svetovno vojno. Za tisti čas je bil moderno letalo, imel je aerodinamično obliko in uvlačljivo pristajalno podvozje. Postavil je več hitrostnih svetovnih rekordov. Glavni uporabnik so bile Italijanske letalske sile - Regia Aeronautica'.

## Specifikacije (Ba.88)
Podatki iz 
Splošne značilnosti
- Posadka: 2
- Dolžina: 10,79 m (35 ft 5 in)
- Razpon kril: 15,6 m (51 ft 2 in)

Ba.88M: 17,6 m (58 ft)
- Višina: 3,1 m (10 ft 2 in)
- Površina kril: 33,34 m2 (358,9 sq ft)
- Teža praznega letala: 4.650 kg (10.251 lb)
- Maks. vzletna teža: 6.750 kg (14.881 lb)
- Pogon letala: 2 × Piaggio P.XI RC.40 Stella 14-valjni zvezdasti motor, 746 kW (1.000 hp) vsak pri vzletu

Ba.88M: 2 x 742 kW (995 hp) Fiat A.74 RC.38
- Propelerji: št. lopatic: 3 propelerji z nastavljivimi kraki

Zmogljivost
- Maks. hitrost: 490 km/h (304 mph; 265 kn) na višini 4.000 m (13.123 ft)
- Doseg: 1.640 km (1.019 mi; 886 nmi)
- Višina leta: 8.000 m (26.247 ft)
- Čas do višine: 3.000 m (9.843 ft) v 7 minutah in 30 sekundah

Oborožitev

- Strelno orožje: 3 x fiksne 12,7 mm (0,500 in) Breda-SAFAT strojnice v nosu + 1x ena 7,7 mm (0,303 in) Breda-SAFAT strojnica v zadnjem kokpitu

Ba.88M:  4 x fiksne 12,7 mm (0,500 in) Breda-SAFAT strojnice v nosu in ena 7,7 mm (0,303 in) Breda-SAFAT strojnica v zadnjem kokpitu
- Bombe: Do 1.000 kg (2.205 lb) bomb v notranjosti